# Attagenus placitus
Attagenus placitus is een keversoort uit de familie spektorren (Dermestidae). De wetenschappelijke naam van de soort werd in 1949 gepubliceerd door Joseph Henri Adelson Normand.